# Classe Bremen (incrociatore)
La classe Bremen fu una classe di incrociatori leggeri della Kaiserliche Marine, comprendente complessivamente sette unità (tutte battezzate coi nomi di altrettante città tedesche) completate tra il 1904 e il 1905. 
Era un modello migliorato rispetto alla precedente classe Gazelle, con una nave, il SMS Lübeck, dotato di motori a turbina da 14.000 hp; altre tre navi simili vennero completate con motori alternativi.